# Damm (azienda)
La Sociedad Anónima Damm, meglio nota come Damm, è un'azienda spagnola produttrice di birra. Fu fondata a Barcellona nel 1876 dai cugini alsaziani August Kuentzmann Damm e Joseph Damm, che erano emigrati nella città catalana nel 1871 a causa della guerra franco-prussiana.
L'azienda, oltre alla produzione di birra sotto vari marchi (tra cui Estrella Damm, Voll-Damm, Xibeca ed Estrella de Levante), si occupa anche della distribuzione di acque minerali ed altre bevande alimentari.